# Frysztak (plaats)
Frysztak is een dorp in het Poolse woiwodschap Subkarpaten, in het district Strzyżowski. De plaats maakt deel uit van de gemeente Frysztak en telt 950 inwoners.

## Verkeer en vervoer
- Station Frysztak